# Vokzal-Horodnea, Horodnea
Vokzal-Horodnea (în ucraineană Вокзал-Городня) este un sat în orașul raional Horodnea din regiunea Cernihiv, Ucraina.

## Demografie
Componența lingvistică a localității Vokzal-Horodnea
     Ucraineană (82,64%)
     Rusă (16,96%)
     Alte limbi (0,4%)
Conform recensământului din 2001, majoritatea populației localității Vokzal-Horodnea era vorbitoare de ucraineană (82,64%), existând în minoritate și vorbitori de rusă (16,96%).